# Rolando Rivas, taxista
Rolando Rivas, taxista é uma telenovela argentina produzida e exibida pelo Canal 13 entre 7 de março de 1972 e 27 de dezembro de 1973. Protagonizada por Claudio García Satur e Soledad Silveyra, a obra de Alberto Migré teve várias refilmagens, inclusive uma brasileira,que foi a telenovela Antônio Alves, Taxista.

## Elenco
- Claudio García Satur: Rolando Rivas
- Soledad Silveyra: Mónica Helguera Paz
- Nora Cárpena: Natalia Riglos Arana
- Marcelo Marcote: Quique
- Mabel Landó: Tere
- Antuco Telesca: Felix
- María Elena Sagrera: Noemí
- Pablo Codevila: Juanjo
- Leonor Benedetto: Matilde
- Dorys del Valle: Odile - Villana -
- Luis Politti: Fernando Helguera Paz
- Miriam Antelo: Nené
- Lalo Hartich: Gonzalo
- Beba Bidart: Magoya
- Arnaldo André: Juan Cruz
- Guillermo Rico: Nicastro
- Darwin Sánchez: Quique Rivas
- Víctor Hugo Vieyra: Flaco
- Carlos Artigas: Cortito
- Ovidio Fuentes: Fana
- Rubén Poncetta: Ratita
- Eva Dongé: Anaclara
- Santiago Gómez Cou: Leandro Riglos Arana
- Jorge Barreiro: Dr. Martín Gándara
- Claudia Cárpena: Roxana
- Blanca Lagrotta: Flavia
- Elsa Piuselli: Masoca
- Gustavo Rozas: Cicatriz
- Héctor Da Rosa: Melena